# Jerry Jones
Jerral Wayne « Jerry » Jones Sr. (né le 13 octobre 1942) est un homme d'affaires américain. Il est l'actuel propriétaire, président et manager général de la franchise de la National Football League des Cowboys de Dallas, qu'il a acheté en 1989 pour 140 millions de dollars. 
La fortune nette de Jones est estimée à 8,6 milliards de dollars en 2019.

## Sa jeunesse
Jerry Jones est né à Los Angeles en Californie. Sa famille est allée vivre à North Little Rock en Arkansas pendant que Jones jouait comme running back au sein de l'équipe de football américain de la North Little Rock High School.

## Bénévolat
Il apporte son soutien au candidat du Parti républicain, Mitt Romney, lors de l'élection présidentielle américaine de 2012.
En octobre 2019, Jones a annoncé qu'il donnerait 1 million de dollars au Dallas Independent School District pour aider à reconstruire le football de la Thomas Jefferson High School après les dégâts causés par une tornade. Le don sera fait par la fondation de la famille Gene and Jerry Jones et la Fondation NFL.